# Dakimakura

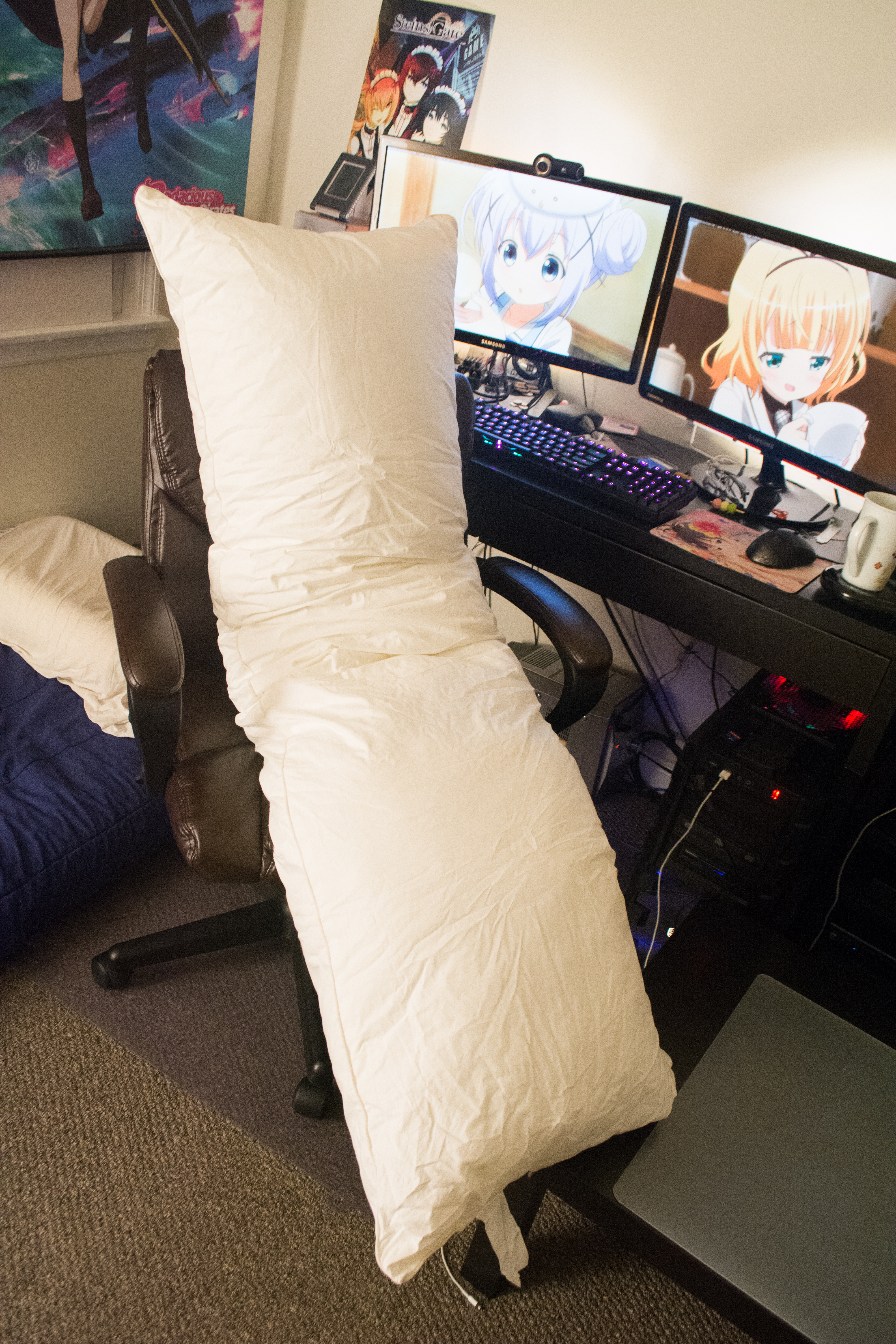
Dakimakura ohne Bezug

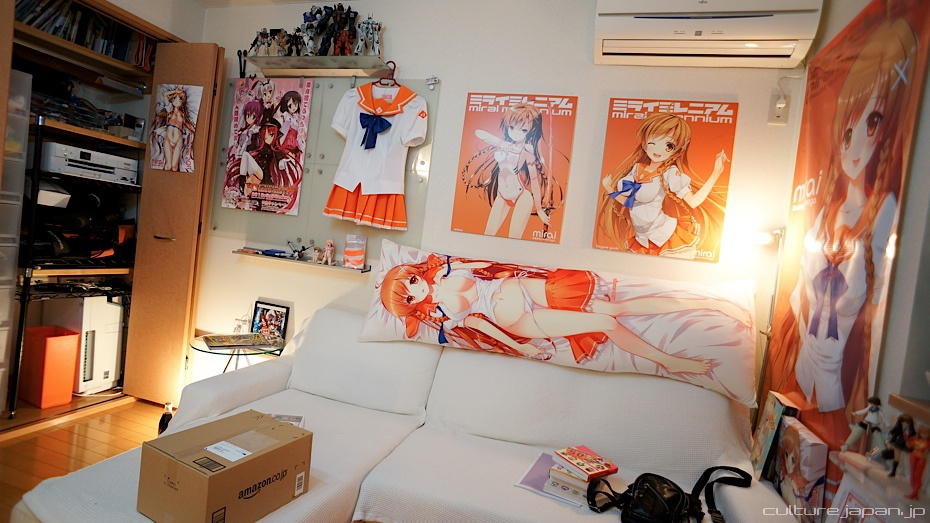
Dakimakura mit Bezug

Ein Dakimakura (jap. 抱き枕, dt. „Umarmungskissen“) ist eine Sonderform eines Kissens, die sich in Japan entwickelt hat. Obwohl diese Kissen eine unterschiedliche Form aufweisen, haben sie gemein, dass sie beim Schlafen umklammert werden und nicht notwendigerweise als Kopfkissen dienen.
In der westlichen Welt wird unter diesem Begriff zumeist eine besondere Ausprägung dieser Kissenart verstanden. Diese hat die Form eines Seitenschläferkissens und besitzt in etwa die Größe eines Menschen. Zudem wird davon ausgegangen, dass sie mit einem bedruckten Bezug versehen sind, der zumeist eine weibliche Anime-Figur abbildet. Es treten aber immer öfter auch Kissen mit männlichen Anime-Figuren auf. Dabei sind auch immer wieder Varianten anzutreffen, die beidseitig bedruckt sind, so dass das Motiv durch Wenden des Bezuges austauschbar ist. Dabei ist eine Seite des Kissens häufig weitaus freizügiger als die gegenüberliegende Seite, teilweise bis zur kompletten Nacktheit. Aufgrund der Häufigkeit der Motive im Stile von Manga und Anime werden diese Kissen oft auch in Verbindung mit diesen Medien vertrieben oder gar als Werbegeschenke verteilt.
Die Kissen haben im Allgemeinen einen starken Bezug zur Otaku-Kultur. Dabei werden im westlichen Fandom die weiblichen Kissen-Motive gerne als Waifu und die männlichen als Husbando bezeichnet.

## Größen
Dakimakuras kommen am häufigsten in den Größen 160 cm oder 150 cm Länge mit einer Breite von 50 cm vor. Der Umfang beträgt ca. 100 cm. Es kommen allerdings auch andere Größen vor, wie z. B. eine Miniatur-Variante, die als Schlüsselanhänger genutzt werden kann.